# مسجد جامع ابرکوه

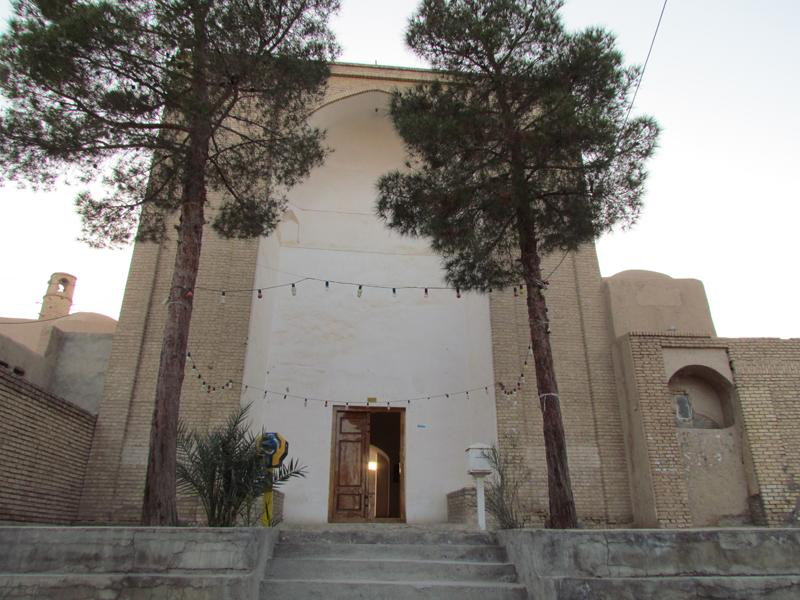
ورودی مسجد جامع ابرکوه

مسجد جامع ابرکوه مربوط به دوره ایلخانی است و در ابرکوه، میدان اصلی شهر در مرکز شهر واقع شده و در دوره تیموری بازسازی شده است. این اثر در تاریخ ۹ مرداد ۱۳۱۲ با شمارهٔ ثبت ۱۹۷ به‌عنوان یکی از آثار ملی ایران به ثبت رسیده‌است.

## مسجد جامع ابرکوه
این مسجد که در حد فاصل شهر قدیم و جدید قرار دارد و از آثار دوره مغول بوده و در پایان سلطنت سلطان ابوسعید بازسازی و مرمت گردید ، از جمله محراب بسیار عالی و گچ بری شده در ایوان شرقی که به تاریخ ۷۳۸ هجری است، تعمیر شد.
مسجد جامع ابرقو کنار میدان اصلی شهرستان ابرکوه قرار دارد و مصالح آن از خشتخام است. این مسجد به سبک مساجد چهار ایوانی است و حیاطی مستطیل شکل در وسط دارد. مدخل ورودی مسجد رو به شمال باز می‌شود و به وسیله دهلیزهشت گوش وسیعی، به حیاط راه می‌یابد.
سر در ورودی این مسجد، ارتفاع زیادی دارد و در سه گوشه به وسیله سه طاق نما، پایه چهار گوش آن، به هشت گوش تبدیل می‌شود. در سمت جنوبی مدخل ورودی، شبستانی با طاق‌های مقرنس زیبایی است.
در وسط صفه مسجد، زیرزمین وسیعی تعبیه شده که صفه بالای آن در فصل تابستان برای اقامه نماز استفاده می‌شود. رواق‌های اطراف ایوان‌ها نیز دو طبقه هستند. طاق‌ها به صورت طاق و تویزه است و مناره ای الحاقی در ضلع جنوبی آن قرار دارد. شبستان اصلی در ضلع جنوب شرقی مسجد قرار دارد.
شبستان غربی شامل یک ایوان در جلو و یک شبستان وسیع در پشت آن است.
اگر چه بنای مسجد جامع ابرقو را مربوط به دوره تیموری می‌دانند ولی بنای اصلی آن، از دوره تیموری قدیمی تر است. این بنا در دوران سلطنت «سلطان ابو سعید» در سال ۷۲۸ هـ. ق مورد تعمیرات اساسی قرار گرفت و محراب گچبری زیبایی در ایوان شرقی آن نصب شد.
این مسجد دارای دو شبستان در پس ایوان شمالی و ایوان جنوبی و سردابه‌ای به ابعاد۱۰در۱۰در میان صحن خود است.
در مسجد جامع ابرکوه محراب نفیس گچبری ایوان شرقی که یکی از پنج محراب این مسجد است، یادگار این دوره است و تاریخ ساخت این محراب سال ۷۳۸ هجری است و عرض آن ۲۴/۴ متر است.
انواع نقوش اسلیمی و گیاهی به همراه کتیبه‌هایی با خطوط نسخ و کوفی به شیوهٔ گچبری برهشته در آن کار شده‌است. از چهار محراب دیگر این مسجد سه محراب از جنس سنگ مرمر و آهکو دیگری از جنس کاشی ساده است.
همچنین محراب اصلی سنگی این مسجد که دارای دو ستون تزئینی زیبا بوده و از جنس مرمر است که اکنون در میان تالار مرکزی گنجینهٔ اسلامی موزه ی ملی ایران، نماینده‌ای شایسته برای نمایش فضای معنوی مساجد ایرانی به گردشگران داخلی و خارجی است.
از ویژگیهای مهم بنا دو محراب آن است، محراب بزرگ یا اولیه مسجد همانند بناهای مغولی ساخته شده‌است و با جهت قطب مغناطیسی شمال ۴۷ درجه اختلاف دارد به منظور اصلاح محراب اولیه محراب دومی ساخته شده‌است که این محراب به قدری قبله سابق این مسجد را اصلاح می‌کند.
مسجد جامع ابرکوه با مجموعه‌ای غنی از انواع هنرهای تزئینی معماری به شمارة ۱۹۷ درتاریخ ۱۳۱۲/۵/۹هجری شمسی در فهرست آثارملی توسط آندره گدار به شمارهٔ ۱۹۷ در فهرست آثار ملی ایران به ثبت رسیده‌است.